# Демонстрације у Београду 1991.
Демонстрације на Тргу републике у Београду 9. марта 1991. године су биле први велики митинг опозиционих странака против режима Слободана Милошевића. Повод за демонстрације је било тражење оставке генералног директора Телевизије Београд Душана Митевића и министра полиције Радмила Богдановића али су се касније претвориле у демонстрације против Слободана Милошевића. У масовним демонстрацијама на београдским улицама су две особе изгубиле живот. Касно увече је ухапшен лидер СПО-а Вук Драшковић.

## Позадина
СФРЈ је још увек постојала у марту 1991 а СР Србија је била њена највећа и најнасељенија република. Вишестраначки систем је уведен од 1990. године што је значило да је први пут од почетка 1940-их, после 45-годишње власти Савеза комуниста Југославије, политичку сцену обележавало више странака. Међутим, у мноштву странака само су три странке у Србији имале неки значај: Социјалистичка партија Србије Слободана Милошевића, Српски покрет обнове Вука Драшковића и Демократска странка на челу са Драгољубом Мићуновићем и са Зораном Ђинђићем и Војиславом Коштуницом у врху.
Поред турбуленција на политичкој сцени у свакој од шест република СФРЈ, безбедносно стање у држави се погоршавало. Инциденти су били посебно чести у Хрватској, у којој су се два конститутивна народа Хрвати и Срби сукобљавали после мајских избора 1990, на којима је победила десничарска националистичка Хрватска демократска заједница која је заговарала независност Хрватске одвајањем од федерације, чему су се Срби противили и активно опструисали у низу акција названих Балван револуција. До пролећа 1991. стање у Хрватској је постало изузетно напето и само неколико дана пре протеста 9. марта догодио се инцидент у Пакрацу.
У међувремену, у Србији, Милошевић је чврсто држао све стубове власти: он је био председник Републике, а СПС је захваљујући огромној парламентарној већини (194 места од 250 укупно) лако формирала стабилну владу на челу са председником владе Драгутином Зеленовићем. Даље, преко својих људи попут генералног директора Телевизије Београд Душана Митевића, Милошевић је чврсто контролисао најважније и најутицајније медије. Са друге стране, опозиција предвођена СПО (са 19 места у скупштини) и у мањој мери ДС (са 7) је била подељена унутрашњим сукобима и сујетама.
Иако су Драшковић и СПО већ учествовали у често прљавој политичкој бици са Слободаном Милошевићем, његовом супругом Мирјаном Марковић и њиховим савезницима у српској влади, тај антагонизам се посебно продубио након парламентарних и председничких избора 9. децембра 1990, у којима је СПС остварила убедљиву победу, али је Драшковић добио преко 800.000 гласова у борби за место председника и био је главни противник новог-старог председника Слободана Милошевића. Пошто је њихов приступ државним медијима (папирним и електронским) био ограничен, Драшковић и СПО су често критиковали и исмевали вођство Србије преко свог недељника Српска реч, који је уређивала његова супруга Даница Драшковић. У једном броју из фебруара 1991. обављен је текст „Шта хоће генерали?”, а насловна страна часописа је имала слику Мире Марковић на коју су налепљени Стаљинови бркови.
Један од одговора власти био је и коментар усмерен против СПО који је прочитао водитељ Телевизије Београд Славко Будихна током Дневника 2, 16. фебруара 1991. Уз друге ствари Будихна је прочитао:
... Готово сви иступи челника СПО, укључујући и писмо Фрањи Туђману, објављеног ове седмице у Вјеснику, само је коначно разголићавање онога што је потпуно јасно: да је на политичкој сцени Србије десница спремна, ради својих интереса, да сарађује и са крајњом проусташком и профашистичком Хрватском и сваком другом екстремном десницом, иако је то супротно виталним и историјским интересима српског народа.
Драшковићев одговор на употребу државне телевизије у ове сврхе је био захтев за оставком водећих људи Телевизије Београд, после којег је уследио позив на улице. Поред захтева за оставкама, Драшковић је тражио да се објаве деманти или прича повуче. Од тада је Драшковић често Телевизију Београд погрдно називао ТВ Бастиља:
ТВ Београд наставља да шири лажи о нама... Они намеравају очито да понове пропагандни злочин, који је, уз крађу, комунистима обезбедио победу у децембру... ТВ Бастиљу морамо да ослободимо... Никаква сила не сме да нас уплаши или заустави... Одважно и храбро 9. марта у подне код кнеза Михајла.
Због тога што РТС није желела да објави демант СПО, Вук Драшковић је заказао митинг српске опозиције на Тргу Републике, а главни захтев је била оставка директора Душана Митевића и четири уредника државне телевизије: Славка Будихне, Предрага Витаса, Ивана Кривеца и Сергеја Шестакова. Непосредан повод који је Драшковић наводио као разлог за тражење оставки био је горенаведени Будихнин коментар у Дневнику 2, у ком је Драшковић описан као продужетак политике Фрање Туђмана.
Иако је повод био тако узак и специфичан, демонстрације су имале шири идеолошки аспект. Од самог имена, Митинг против петокраке, па до ношења монархистичких обележја међу масом, Драшковић је продубљивао стари четничко-партизански сукоб, о ком се јавно почело причати након више од 40 година.
Када је СПО позвао на митинг 9. марта, ДС је био неодлучан. Њихов однос са СПО је био хладан јер су две важне личности из ДС, Коста Чавошки (један од 13 оснивача) и Никола Милошевић (високи функционер) недавно напустили странку како би основали своју и сада су отворено сарађивали са СПО. Осим тога, те две стране с имале мало тога заједничког осим става против Милошевића. И тај протест првобитно није био јасно анти-Милошевићевски, колико је био сукоб СПО са државном телевизијом. Многи локални одбори ДС-а и СПО-с из унутрашњости организовали долазак чланова и симпатизера на протесту.
Мотиви осталих су се разликовали. Неки су га описивали као анти-ратни протест или протест против конфронтационе политике СПС-а, посебно против искључења опозиције из државних питања.

## 9. март
Било је предвиђено да се протест одржи на Тргу Републике у Београду. У разним деловима града догодили су се инциденти пре самог протеста, пошто је милиција, често и брутално, покушала да усмери масе људи који су ишли према Тргу; чак су и говорници, међу којима и Драшковић, имали проблема да дођу до Трга. Милиција је употребљавала сузавац, водене топове и БОВ возила.
Уз пратњу својих лојалних људи (укључујући и неколико познатих београдских криминалаца као што су Ђорђе Божовић Гишка и Александар Кнежевић Кнеле, који су били његови телохранитељи), Драшковић се попео на споменик кнезу Михајлу и покушао уз помоћ мегафона да се обрати окупљеним грађанима.
Број окупљених људи је вероватно изненадио и самог Драшковића пошто је Трг био пун. Процене броја окупљених људи су варирале: од мање од 70.000, око 100.000. Схвативши да га мало људи чује, Драшковић је затражио од радника оближњег Народног позоришта да се са балкона обрати окупљеним грађанима. Дозволу је добио од Виде Огњеновић (која је била и истакнути члан Демократске странке). Драшковић је са балкона почео да држи оштар говор који је често прекидан аплаузима:
Нећу да вам причам шта је све од јутрос било. Сви смо, сви смо се пробијали кроз обруче, показали да нема обруча који нећемо данас сломити. Честитам, јунаци! Рекао сам, има месец дана, нису веровали бољшевици да ћемо данас, код нашег честитога Кнеза - а нарочито за који тренутак кад кренемо да узмемо ТВ Бастиљу - показати српско срце и српску издржљивост. Нажалост, другога нам пута нема.

Председник Републике пред собом има два таса: на једном су ваши животи, животи многих милиционера (јер чујем да су наши момци у окршајима заробили аутоматско оружје), на том тасу су слобода и част Србије, мир, а на другом пет оставки и један демант. Нека председник Републике одлучи шта ће, ја сам одлучио: водићу вас на Телевизију решен да погинем!
Његов последњи проглас је узбунио присутни кордон милиције, којим је заповедао Радован Стојичић Баџа. Након што је Драшковић завршио, говоре су одржали чланови осталих опозиционих странака — Жарко Јокановић, Драгољуб Мићуновић, Зоран Ђинђић, Милан Парошки, Леон Којен, Милан Комненић, Војислав Коштуница као и личности из културе Борислав Михајловић Михиз, Бора Ђорђевић и др.
За време Михизовог говора, око 13:15 милиција је кренула на трг из Македонске улице са сузавцима и избила је права битка. Ипак, у мањини и надјачани, милиционери су се повукли, задржавајући демонстранте воденим топовима. Ситуација се брзо погоршавала, а жардињере су превртане и ломљене у мање бетонске делиће како би били бацани на возила милиције. Док је говорио Милан Парошки, међу окупљене грађане је бачен сузавац. Чинило се да се Драшковић није узбуђивао због насиља испод и да је само посматрао. У једном тренутку, изненада је у микрофон узвикнуо „Јуууриииш!”. Протест се затим разлио по суседним трговима и улицама и већи део центра Београда је личио на ратну зону. Од овог тренутка милиција је успела да се прегрупише и чешће и жешће је нападала.
Око 15:30 часова у Масариковој улици је након пада са пет метара висине погинуо милиционер Недељко Косовић (1937—1991), након чега је група од педесетак милиционера, стационираних на углу улица Адмирала Гепрата и Кнеза Милоша, око 16 часова пуцала и погодила пет грађана. Један од њих, Бранивоје Милиновић (1973—1991) је задобио смртоносну прострелну рану.
После подне је Драшковић, заједно са великом групом демонстраната, неуспешно покушао да се пробије на заседање Народне скупштине. Док је излазио из зграде, око 20:00 ухапшен је са замеником председника СПО, Јованом Марјановићем. Међу милиционерима који су ухапсили Драшковића био је и Насер Орић.
Председник Србије Слободан Милошевић је затражио од Председништва СФРЈ да размести јединице ЈНА да би се угушиле демонстрације. Председник Председништва Борисав Јовић је телефоном контактирао остале чланове Председништва и ЈНА је заиста послата тенкове на улице, али су Словенци и Хрвати касније тврдили да је тај потез био неуставан. Увече, Милошевић се обратио нацији преко телевизије. Иако никог није поменуо по имену, догађаје тога дана је описао да су вођене од „сила хаоса и насиља”, „којима се Србија мора супротстављати свим уставним средствима”. Увече су се тенкови и оклопни транспортери појавили на улицама. Забрањен је рад радија Б-92 и НТВ Студио Б.
Према извештају РТС-а, било је неколико хиљада демонстраната, а по независним медијима преко 50.000.

## Студентске демонстрације 10. марта (Плишана револуција)
Студенте је у ноћи 9. марта пребијала полиција. Као одговор на тенкове у центру Београда, 10. марта 1991. су из Студентског града кренули студенти. На Бранковом мосту их је сачекала полиција, бацила сузавац и неколико њих претукла. Зоран Ђинђић је преговарао са полицијом која је групу од 5.000 студената пустила да се придружи демонстрантима-студентима код Теразијске чесме.
Демонстрације код Теразијске чесме водили су студент Жарко Јокановић и глумац Бранислав Лечић. Лечић је све време причао о мирној, плишаној револуцији, држећи велику лутку панде, те је овај део протеста остао упамћен као српска плишана револуција. На импровизованој позорници су се смењивали разни говорници, певачи и глумци, а остао је запамћен и говор патријарха СПЦ Павла, кога су студенти извиждали, јер их је замолио да се мирно разиђу Уз остале учеснике, најпознатији су били Душан Ковачевић, Раде Шербеџија и Борислав Пекић.
Демонстранти су имали 8 захтева, а између осталог оставку Душана Митевића, директора РТБ и четворо уредника ТВ Београд, оставку министра полиције Радмила Богдановића и омогућавање рада Радија Б92 и НТВ Студио Б. Сви захтеви демонстраната су испуњени. Државни медији су говорили о групици, а према извештају НТВ Студио Б било је око 20.000 људи.

## Контрамитинг СПС на Ушћу
У организацији СПС на Ушћу је 11. марта 1991. одржан контра-митинг „За одбрану Републике, за уставност, слободу и демократију.”, уз козарачко коло и повике „Слобо, слободо”, „Убице, фашисти”, „Не дамо Косово”, „Усташе, усташе”, „Судите Вуку”. На митингу су говорили Душан Матковић, Петар Шкундрић, академик Михаило Марковић, Живорад Игић и Радоман Божовић. Матковић је рекао да су студенти на Теразијама хулигани и позвао присутне да крену са Ушћа и обрачунају се са њима. После обраћања студентима окупљеним на Теразијама, Патријарх српски г. Павле се упутио на Ушће да се обрати и присталицама владајуће партије. Активисти СПС разишли су се пре него што је Патријарх стигао до њих.

## Крај
Демонстрације су трајале неколико дана, све док нису пуштени из затвора Вук Драшковић и остала лица ухапшена током демонстрација.